# Ardnamurchan Lighthouse
Der Ardnamurchan-Leuchtturm  (schottisch-gälisch Taigh Solais Aird nam Murchan) ist ein Leuchtturm an der schottischen Westküste. Er befindet sich am Point of Ardnamurchan rund 800 Meter nördlich der Felsnase Corrachadh Mòr, die den westlichsten Punkt des britischen Festlandes kennzeichnet. Dort trifft die südliche Küstenlinie der Halbinsel Ardnamurchan, die sich am Loch Sunart und dem Sound of Mull entlangzieht, auf die nördliche Küstenlinie, die parallel zu den Inseln Skye, Muck, Eigg und  Rùm verläuft.

## Name
Die Herkunft des Namens ist umstritten. Zwei Bedeutungen  erscheinen am wahrscheinlichsten. Die eine Deutung bezieht sich auf die Wörter Airde, deutsch: Stelle oder Höhe, und Muirchu, deutsch: Stelle der Seehunde oder Otter. Die andere mögliche Erklärung  bezieht sich auf das Wort Muirchol  (col: Gemeinheit) und bedeutet im übertragenen Sinn „Stelle der Piraten“.

## Geschichte
1845 wurden dem Besitzer Alexander Cameron fünf Quadratkilometer Land für den Standort des Leuchtturmes für eine Summe von 20 Pfund Sterling abgekauft. Als Ausgleich für die Unannehmlichkeiten während der Bauarbeiten erhielt er weitere 58 Pfund Sterling.
Der Leuchtturm wurde von Alan Stevenson entworfen, dessen Familie über 150 Jahre hinweg die meisten schottischen Leuchttürme entwarf. Der Leuchtturm ist der einzige Leuchtturm der Welt, der in einem „ägyptischen“ Stil entworfen ist. Dies ist an den Bögen des Abschlusses unterhalb der Plattform sowie am Eingang des Turmes und an den Schornsteinen der Häuser zu erkennen.
Er wurde aus Granit gebaut, der von der Insel Mull stammt. Die Bauphase dauerte insgesamt drei Jahre. Am 5. Oktober 1849 wurde das Leuchtfeuer erstmals entzündet.
Zwei Leuchtturmwächter kümmerten sich um den Betrieb des Leuchtturmes. Dafür bekamen sie ein Gehalt von 18 Pfund Sterling jährlich. Darüber hinaus hatten sie die Möglichkeit, zwei Kühe und ein Dutzend Schafe zu halten, um ihren Lebensunterhalt zu sichern.
Am Morgen des 22. Januars 1852 gab es einen starken Sturm; durch einen Blitzeinschlag wurden Teile des Turmes beschädigt. Rund 12 Meter der Straße wurden durch die schwere See hinweggespült und  der Grenzwall des Grundstückes wurde teilweise zerstört. Obwohl das Boot der Leuchtturmwächter rund 4,5 Meter oberhalb der letzten bekannten Hochwassermarkierung festgemacht worden war, brach es auseinander.
1988 wurde der Leuchtturm automatisiert und wird jetzt vom Northern Lighthouse Board in Edinburgh betreut. Das ehemalige Wächterhäuschen und die übrigen Außengebäude sind seit 1996 im Besitz des Ardnamurchan Lighthouse Trust, der dort ein Besucherzentrum eingerichtet hat.

## Gebäude

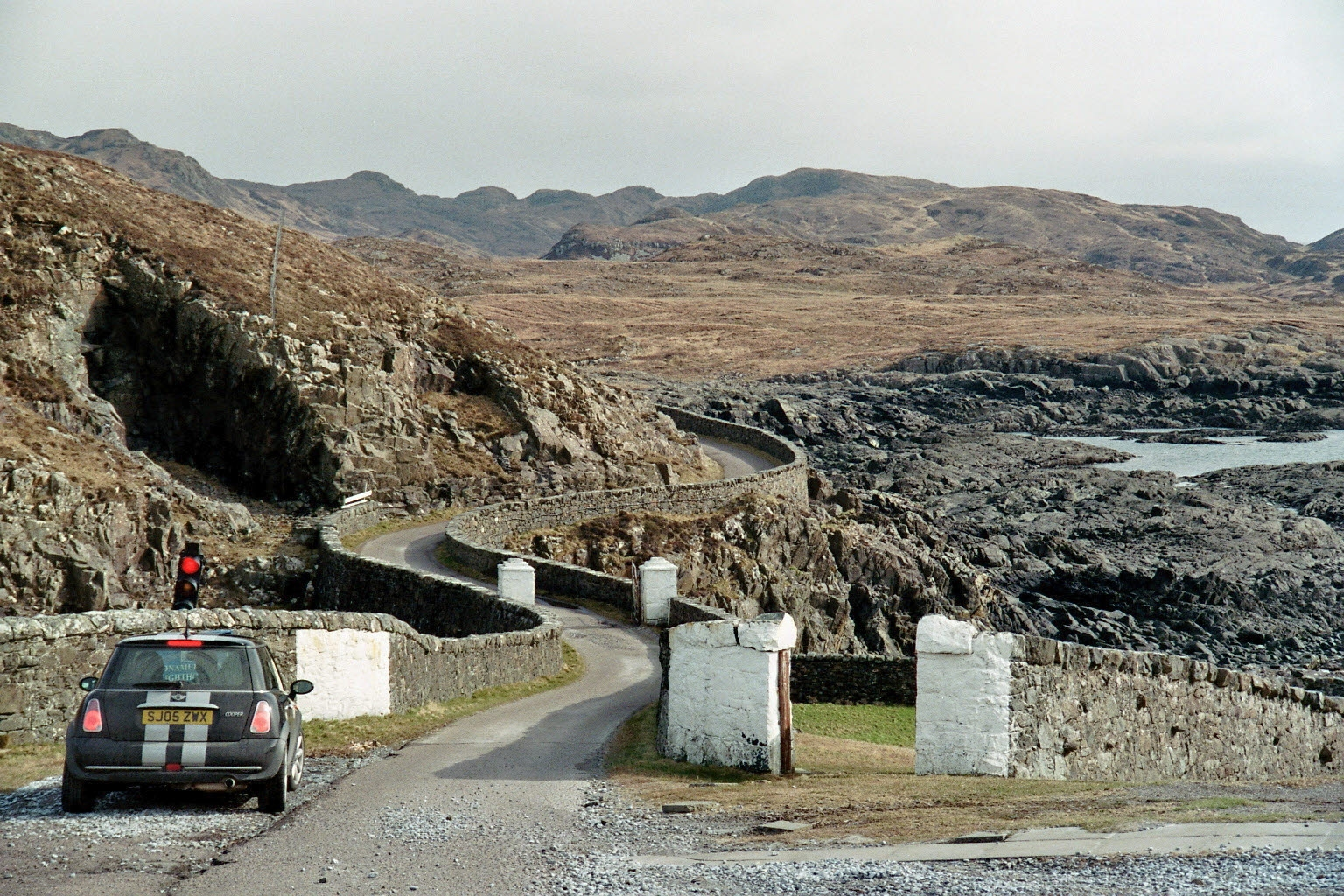
Die Straße zum Leuchtturm

Der Leuchtturm ist 35 Meter hoch, es führt eine Treppe mit 152 Stufen nach oben. Die Höhe über dem Meeresspiegel beträgt 55 Meter, die Reichweite des Leuchtfeuers ist 24 Meilen. Die Kennung des Leuchtfeuers ist blinkendes (2) Weiß alle 20 Sekunden.

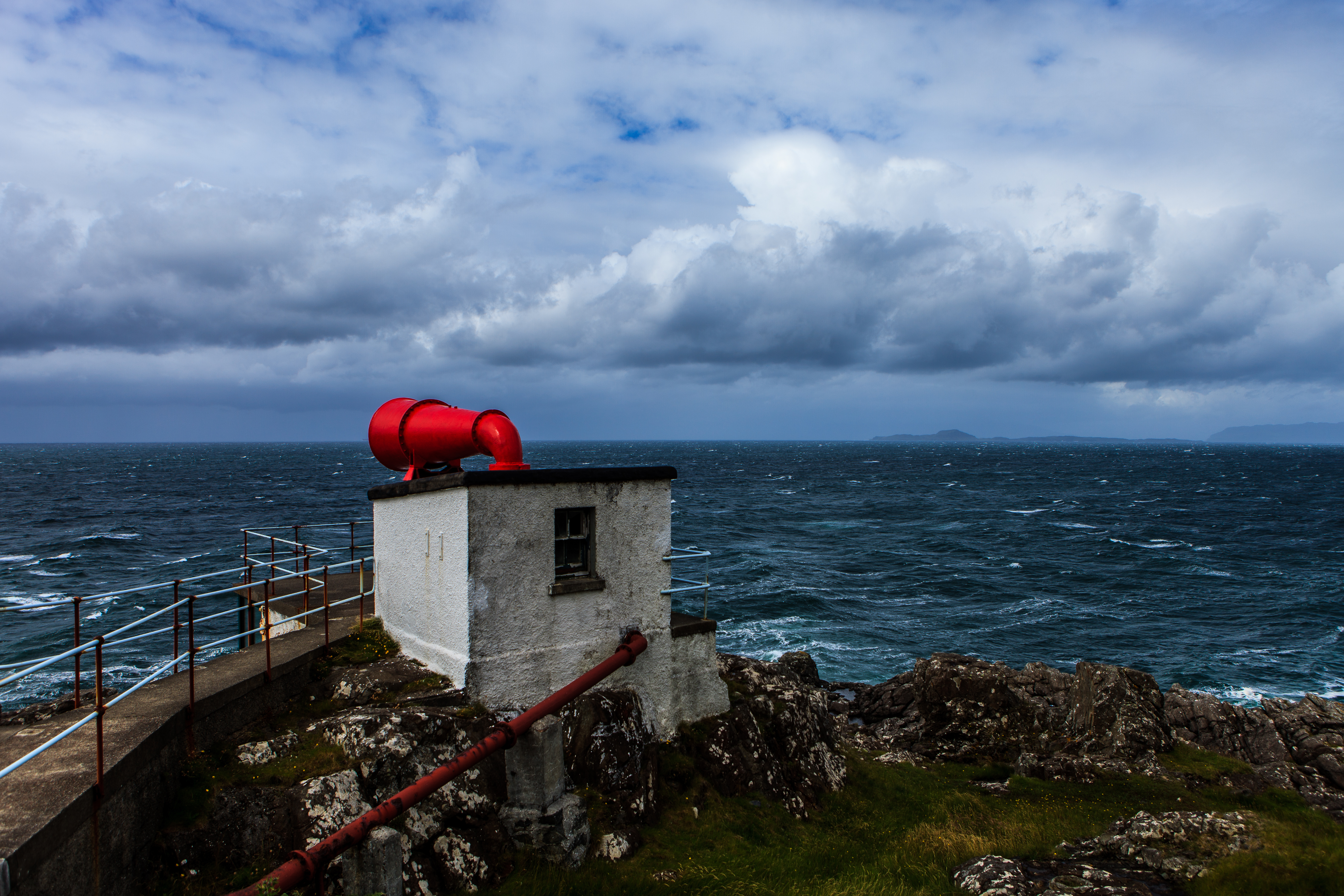
Nebelhorn

Unterhalb des Fußes des Leuchtturmes befindet sich ein großes rotes Nebelhorn, das mittlerweile außer Betrieb ist und durch ein elektrisches im Inneren des Leuchtturmes ersetzt wurde.
Das Haus des Leuchtturmwärters wurde in ein Museum verwandelt. Es bietet technische Informationen über die Arbeitsweise des Leuchtturmes sowie einen Raum, der das Leben der Wärter in den 1940er Jahren nachstellt. In dem Museum ist auch die originale Fresnel-Linse ausgestellt, die inzwischen durch ein elektrisches Leuchtfeuer ersetzt wurde. Daneben befindet sich das restaurierte Maschinenhaus. Das alte Stallgebäude wurde in ein Café und ein Geschäft umgebaut.
Die Zufahrt zum Leuchtturm ist so schmal, dass dort die wahrscheinlich einzige Ampel im Umkreis von 80 Kilometern steht, um den Einbahnstraßenverkehr zu regeln.
Der Leuchtturm diente als Kulisse für den Film Charlie & Louise – Das doppelte Lottchen (1994). Eine Nachbildung des Leuchtturms ist die letzte Station in dem PC-Spiel Sherlock Holmes: Die Spur der Erwachten.